# Campionati sloveni di sci alpino 2025
I Campionati sloveni di sci alpino 2025 si sono svolti a Krvavec il 7 e l'8 aprile; il programma includeva gare di discesa libera, supergigante, slalom gigante, slalom speciale e combinata, sia maschili sia femminili, ma le discese libere, i supergiganti e le combinate sono state cancellate.
Trattandosi di competizioni valide anche ai fini del punteggio FIS, vi hanno potuto partecipare anche sciatori di altre federazioni, senza che questo consentisse loro di concorrere al titolo nazionale sloveno. 

## Risultati

### Uomini

#### Discesa libera
La gara, in programma il 2 aprile a Petzen, è stata cancellata.

#### Supergigante
La gara, in programma il 3 aprile a Petzen, è stata cancellata.

#### Slalom gigante
| Pos. | Atleta               | Nazione   | Tempo   |
| ---- | -------------------- | --------- | ------- |
| 1    | Miha Oserban         | Slovenia  | 1:34,91 |
| 2    | Felix Marksteiner    | Austria   | 1:35,04 |
| 3    | Jakob Eisner         | Austria   | 1:35,05 |
| 4    | Marinus Sennhofer    | Germania  | 1:35,14 |
| 5    | Anže Gartner         | Slovenia  | 1:35,37 |
| 6    | Cyril Eberle         | Svizzera  | 1:35,68 |
| 7    | Noel Zwischenbrugger | Austria   | 1:36,06 |
| 8    | Ralph Seidler        | Austria   | 1:36,53 |
| 9    | Max Kelly            | Australia | 1:38,39 |
| 10   | Luca Spaliviero      | Italia    | 1:38,44 |
| 11   | Aljaž Dvornik        | Slovenia  | 1:38,78 |

Località: Krvavec

Data: 7 aprile

#### Slalom speciale
| Pos. | Atleta               | Nazione     | Tempo   |
| ---- | -------------------- | ----------- | ------- |
| 1    | Fabio Walch          | Austria     | 1:40,14 |
| 2    | Jakob Eisner         | Austria     | 1:40,56 |
| 3    | Tvrtko Ljutić        | Croazia     | 1:40,61 |
| 4    | Piotr Habdas         | Polonia     | 1:41,45 |
| 5    | Miha Oserban         | Slovenia    | 1:42,36 |
| 6    | Roko Begović         | Croazia     | 1:42,82 |
| 7    | Akira Sasaki         | Giappone    | 1:43,34 |
| 8    | Žiga Župan Oreskovič | Slovenia    | 1:43,55 |
| 9    | Anže Gartner         | Slovenia    | 1:44,83 |
| 10   | Kyle Robin           | Stati Uniti | 1:45,07 |

Località: Krvavec

Data: 8 aprile

#### Combinata
La gara, in programma il 4 aprile a Petzen, è stata cancellata.

### Donne

#### Discesa libera
La gara, in programma il 2 aprile a Petzen, è stata cancellata.

#### Supergigante
La gara, in programma il 3 aprile a Petzen, è stata cancellata.

#### Slalom gigante
| Pos. | Atleta           | Nazione  | Tempo   |
| ---- | ---------------- | -------- | ------- |
| 1    | Nika Tomšič      | Slovenia | 1:39,97 |
| 2    | Zuzanna Czapska  | Polonia  | 1:40,35 |
| 3    | Caterina Sinigoi | Slovenia | 1:41,19 |
| 4    | Elisa Eder       | Austria  | 1:41,59 |
| 5    | Yui Ishizuka     | Giappone | 1:42,14 |
| 6    | Anja Oplotnik    | Slovenia | 1:42,15 |
| 7    | Taja Prešern     | Slovenia | 1:42,22 |
| 8    | Emilia Hergsell  | Austria  | 1:42,67 |
| 9    | Giulia Mizzau    | Italia   | 1:43,20 |
| 10   | Koharu Tanaka    | Giappone | 1:43,52 |

Località: Krvavec

Data: 7 aprile

#### Slalom speciale
| Pos. | Atleta                  | Nazione  | Tempo   |
| ---- | ----------------------- | -------- | ------- |
| 1    | Valentina Rings-Wanner  | Austria  | 1:51,35 |
| 2    | Flavia Diletta Giordano | Italia   | 1:51,46 |
| 3    | Nika Tomšič             | Slovenia | 1:51,48 |
| 4    | Caterina Sinigoi        | Slovenia | 1:52,36 |
| 5    | Anja Oplotnik           | Slovenia | 1:52,59 |
| 6    | Taja Prešern            | Slovenia | 1:52,92 |
| 7    | Giulia Mizzau           | Italia   | 1:55,86 |
| 8    | Manca Dolinar           | Slovenia | 1:56,99 |
| 9    | Yui Ishizuka            | Giappone | 1:58,26 |
| 10   | Zala Urška Žižek        | Slovenia | 1:58,81 |

Località: Krvavec

Data: 8 aprile

#### Combinata
La gara, in programma il 4 aprile a Petzen, è stata cancellata.